# 賴特灣 (帕爾默地)
73°57′S 61°26′W / 73.950°S 61.433°W
賴特灣（英語：Wright Inlet），是南極洲的海灣，位於帕爾默地東岸，處於利特爾角和惠勒角之間，在1940年由美國研究隊拍攝空中照片，現時由南極條約體系管理。